# Karagandská oblast
Karagandská oblast (kazašsky Қарағанды облысы, rusky Карагандинская область) je oblast v centrální části Kazachstánu. Byla založena 10. března 1932 v rámci Kazašské ASSR. Má rozlohu 428 000 km². Žije zde 1 375 000 obyvatel. Oblast je rozdělena na 9 administrativních okresů a 7 samosprávných měst. Hlavním městem je Karaganda.

## Poloha
Oblast hraničí se devíti oblastmi Kazachstánu (Akťubinskou na západě, Kostanajskou na severozápadě, Akmolskou na severu, Pavlodarskou na severovýchodě, Východokazašskou na východě, Almatskou na jihovýchodě, Žambylskou a Jihokazašskou na jihu a Kyzylordskou na jihozápadě).
Oblast leží severozápadně od jezera Balchaš. Převážnou část zabírá Kazašská pahorkatina (nadmořská výška 300 až 1 000 m). Z ní se zvedají horské masívy Kyzylraj (do 1 566 m) na východě, Karkaralinské hory (do 1 366 m) na severovýchodě a Ulutau (do 1 133 m) na západě. Na jihu přechází pahorkatina v hlinitou poušť Hladovou step (300 až 400 m) a na západě v Turanskou nížinu s písky (Přiaralské Karakumy).

## Klima
Klima je ryze kontinentální, velmi suché. Léto je velmi horké a suché. Vyskytují se pylové bouře a teplota prudce kolísá během 24 hodin. Zima je chladná, dlouhá, s malým množstvím sněhu a se silným větrem a chumelenicemi. Průměrná teplota v červenci 20,1 °С na severu a 25,1 °C na jihu a v lednu -16,7 °С na severu a –13 °C na jihu. Množství srážek za rok je na severu 260 až 280 mm (v horách až 300 mm) a na jihu jenom 100 až 125 mm.

## Vodní zdroje
Největší řeky jsou Nura a Sarysu. Všechny řeky s výjimkou horního toku Išimu na samém severu patří k bezodtokému povodí Balchašského jezera a dalších nevelkých jezer. V řekách je obecně málo vody a v létě jí ještě ubývá a rozpadají se na oddělené tůně, stávají se slanými nebo zcela vysychají. Za účelem zavlažování byly postaveny přehrady. Největší vodní nádrže jsou Samarkandská a Šerubaj-Nurinská u Karagandy a Kengirská u Džezkazganu. Dále byl postaven kanál Irtyš-Karaganda (délka 495 km). V oblasti je mnoho jezer, především slaných (Karasor na severu a Karakoin na jihu), z nichž mnohé se naplňují vodou jen na jaře. Na jihovýchodě je jezero Balchaš. Hodně se využívají sladké podzemní vody.

## Půdy a flóra
Severní část oblasti je tvořena travnato-pelyňkovou stepí na tmavě kaštanových a kaštanových půdách. Jižněji se vyskytuje řídká polopouštní a pouštní s pelyňkovo slaniskovým porostem na částečně slaných světle kaštanových půdách a na samém jihu pak na šedých a hnědých půdách, které se střídají se slanisky a písky. Na písečných masívech roste tráva, pelyněk a křoviska. Na vyšších místech pahorkatiny se rozkládá step malými lesíky (borovice, břízy, osiky, vrby) na silně štěrkových kaštanových a horských černozemních půdách.

## Fauna
V polopouštích a pouštích žije mnoho hlodavců (sysli, frčci, pískomilové) a šelem (vlci, korsaci), dále sudokopytníci (sajga tatarská, gazela perská, ovce a na pahorkatině také srny) a ptáci (drop). Na březích jezer a řek je mnoho vodního ptactva, v porostech rákosu pak divočáci a aklimatizovaná ondatra. V jezeře Balchaš je mnoho ryb (kapři, candáti, marinky).